# گوسو
گوسو (به آلمانی: Gosau) یک منطقهٔ مسکونی در اتریش است که در ناحیه گموندن واقع شده‌است. گوسو ۱۱۳٫۴ کیلومتر مربع مساحت دارد ۷۶۷ متر بالاتر از سطح دریا واقع شده‌است.